# Nadia Hasnaoui
Nadia Hasnaoui (in arabo نادية حسناوي‎?; 10 giugno 1963) è una conduttrice televisiva marocchina naturalizzata norvegese.

## Biografia
È nata in Marocco da madre norvegese e padre marocchino. Suo nonno materno era Ragnar Frisch, economista vincitore del premio Nobel. A quattro anni, i suoi genitori divorziarono e lei si è trasferita in Norvegia con sua madre. A Oslo ha frequentato una severa scuola materna francese cattolica e poi una scuola francese, fino alla quarta elementare. È diventata cittadina norvegese all'età di diciotto anni. Nel 1991 ha sposato l'attore Kim Haugen.
Durante gli anni '80 ha lavorato come ballerina, al teatro Den Nationale Scene tra le altre. Divenuta una dipendente del canale tv TV2 dal 1993 al 2004, ha ospitato spettacoli come God morgen, Norge e Jakten på det gode liv. Nel 2003 è stata ospite del programma televisivo Hasnaoui, affermando di essere stata inizialmente divertita da questa opportunità, poiché era molto simile ad una bambina norvegese in Marocco che aveva uno spettacolo chiamato Olsen. Nel 2004 è entrata a far parte della Norwegian Broadcasting Corporation, ospitando spettacoli come Kvitt eller dobbelt e vari spettacoli legati all'Eurovision Song Contest. Parla inglese, francese, italiano e norvegese.

## Eurovisione
Nadia Hasnaoui è venuta in contatto per la prima volta con l'Eurovision Song Contest nel 1992, quando ha commentato alla radio NRK il concorso in quell'anno.
Nel 2004 ha presentato il Junior Eurovision Song Contest a Lillehammer in Norvegia ed il festival norvegese Melodi Grand Prix Junior e l'anno successivo, nel 2005, è stata la commentatrice norvegese nello speciale del cinquantesimo anniversario insieme all'ex veterano Jahn Teigen.
Hasnaoui ha presentato l'Eurovision Song Contest 2010 a Bærum a maggio 2010 con Haddy N'jie ed Erik Solbakken e ha riportato i voti norvegesi per i concorsi del 2011 e 2012.